# Jean-Marie Vrydagh
Jean-Marie Martin Félix Vrydagh (* 4. Mai 1905 in Cortenberg; † 30. Mai 1962 in Uccle) war ein belgischer Entomologe, der vor allem mit Belgisch-Kongo verbunden war. Daneben interessierte er sich für Vögel.

## Leben
Nach seinem Schulabschluss schrieb sich Vrydagh am Institut Agronomique de l’Etat in Gembloux ein, um die Kurse der Section Coloniale zu besuchen. Nach Beendigung seines Militärdienstes, von September 1929 bis Juli 1930, spezialisierte er sich auf tropische Entomologie am zoologischen Labor von Raymond Mayné (1887–1971). Nach seinem Abschluss als Agronom schiffte er sich nach Belgisch-Kongo ein. Vrydagh war in erster Linie Entomologe, seine zweite Leidenschaft galt jedoch den tropischen Vögeln. 1934 veröffentlichte er seine erste ornithologische Notiz Une Cigogne ennemie des Sauterelles. Vrydagh machte mehrere Studienreisen und unternahm verschiedene Missionen. In dieser Zeit befasste er sich mit der Anthraknose, einer Pflanzenkrankheit, die durch die Wanzen der Gattung Helopeltis verursacht wird. In Zusammenarbeit mit René Léopold Steyaert (1905–1978) schrieb er darüber eine Abhandlung in den Mémoires de l’Institut Royal Colonial Belge. Auch das Heuschreckenproblem erforderte seine Aufmerksamkeit und er war mit der Organisation der Heuschreckenbekämpfung im Nordosten des Kongo betraut. Schließlich führte ihn ein Auftrag in das Protektorat Uganda. In seiner Freizeit sammelte er entomologisches Material, das er an das Museum von Belgisch-Kongo und das Museum für Naturwissenschaften in Belgien schickte. Danach besuchte er die Université libre de Bruxelles und erwarb 1935 einen Abschluss in den Biowissenschaften. Anschließend absolvierte er mehrere Spezialisierungskurse, zunächst im  Institut Pasteur in Paris, dann an verschiedenen Laboratorien der Université libre de Bruxelles und schließlich am entomologischen Labor der Tropenmedizinischen Schule in Antwerpen. Im September 1936 hatte er einen erneuten Aufenthalt in Belgisch-Kongo, wo er in Bambesa seine Studien über Schadinsekten an Kulturpflanzen fortsetzte. Er wurde von der Kolonialregierung autorisiert, als Entomologe am Nationalen Institut für agronomische Studien im Kongo (Institut National pour l’Etude Agronomique du Congo Belge, INEAC) zu arbeiten. Während dieser Zeit leitete er Studienreisen nach Uganda, Kenia und Tanganjika (das heutige Tansania). Bei einem Besuch der Tukpwo-Station im Nordkongo wurde er auf einige Baumwollpflanzen aufmerksam, die von einer Blattmissbildung betroffen waren, die ihm unbekannt war. Auf den ersten Blick vermutete er, dass diese Fehlbildung physiologischer Natur sein musste. Während der folgenden Kampagnen erkannte er, dass sich die Krankheit ausgebreitet hatte, und bei seiner Rückkehr aus dem Urlaub im Jahr 1939 stellte er fest, dass der gesamte Baumwollgürtel am Fluss Uelle betroffen war. Daraufhin untersuchte er das Problem genauer und entdeckte, dass die beobachteten Schäden das Werk der Breitmilbe (Hemitarsonemus latus, heute Polyphagotarsonemus latus) waren. Vrydaghs Beobachtungen über die Breitmilbe wurden 1942 Gegenstand einer 25-seitigen Schrift mit dem Titel Etude de l’Acariose du Cotonnier, causée par Hemitarsonemus latus (Banks) au Congo Belge.
1940 übernahm Vrydagh die Leitung des Labors für Angewandte Entomologie in Bambesa, wo sich seine Forschungsarbeit weiterhin auf die von Helopeltis und Dysdercus verursachten Schäden in Plantagen konzentrierte. 1944 wurde er nach Südafrika geschickt, um den Schädlingsbefall des aus dem Kongo exportierten Holzes zu untersuchen. Seine Aufgabe war es, die besten Methoden zur Behandlung der von Schädlingen betroffenen Bäume zu erforschen und zu bestimmen und danach Maßnahmen im Kongo zu ergreifen, um einen Befall der zu fällenden Bäume zu verhindern. Durch den Krieg seiner üblichen Bezugsquellen beraubt, importierte Südafrika riesige Mengen an Holz. Allein von Limba, einem hochwertigen Möbelholz, bezog das Land früher jährlich 28.000 Tonnen aus dem Kongo. Da dieses Holz häufig vom Braunen Splintholzkäfer aus der Familie der Bohrkäfer befallen war, klagten die Importeure. 1946 behandelte Vrydagh diese Problematik in seinem Artikel Le Problème du Lyctus brunneus, agent de la piqûre des bois.
Vrydaghs fast einjähriger Aufenthalt in Südafrika markierte einen Wendepunkt in der Ausrichtung seiner Forschung. Er begriff, welch großes Interesse die eingehende Untersuchung der gefährlichen Bohrkäfer für die Forstwirtschaft des Kongo haben könnte. Nach seinem Ausscheiden aus dem Kolonialdienst im Jahr 1946, kehrte Vrydagh nach Brüssel zurück, wo er in Zusammenarbeit mit den kongolesischen Holzproduzenten ein Laboratorium gründete, das sich auf das Studium der holzfressenden Insekten spezialisierte. Dieses Labor wurde gemeinsam von den kongolesischen Holzproduzenten und dem Institut pour l’Encouragement de la Recherche Scientifique dans l’Industrie et l’Agriculture (Institut zur Förderung der wissenschaftlichen Forschung in Industrie und Landwirtschaft, I.R.S.I.A.) unterstützt. Vrydagh wurde als wissenschaftlicher Mitarbeiter an das Königliche Belgische Institut für Naturwissenschaften berufen, wo er sich mit der Erforschung der Bohrkäfer im Allgemeinen sowie mit den Borkenkäfern Belgiens befasste. 1946 nahm er am Ersten Internationalen Kongress für Phytopharmazie in Heverle teil, wo er Methoden zur Behandlung von Holz gegen holzfressende Insekten vorstellte. Außerdem arbeitete er bei verschiedenen Publikationen mit dem Bulletin du Comptoir de Vente des Bois congolais et à Febelbois zusammen. 1947 fand in Brunnen am Vierwaldstättersee ein Kongress für die mit Naturschutzfragen befassten Personen statt. Unter den Teilnehmern war auch Vrydagh, der im Oktober 1948 in Fontainebleau an der 3. internationalen Naturschutzkonferenz mitwirkte. Dies war das Gründungstreffen der Union Internationale pour la Protection de la Nature (UIPN), die 1956 in International Union for the Conservation of Nature (IUCN) umbenannt wurde. Die UIPN betraute Vrydagh bald mit der Aufgabe, eine Dokumentation zusammenzustellen, die als Grundlage für Vorträge auf der Internationalen Technischen Konferenz zum Schutz der Natur in Lake Success 1949 dienen sollte. Dank der vom Internationalen Büro für Naturschutz zusammengestellten Unterlagen, schrieb er sechzehn umfangreiche Notizen zu den verschiedensten Themen, die auf der Lake-Success-Konferenz behandelt wurden.
Nachdem das entomologische Labor für das Studium der holzfressenden Insekten vom belgischen Holzinstitut übernommen worden war, wurde Vrydagh bald zum Professor in dieser Einrichtung ernannt, in der hauptsächlich Holztechniker ausgebildet wurden. Er blieb dort nur ein paar Jahre lang.
Zwischen dem 31. März und dem 11. August 1953 wirkte er an einer entomologischen Expedition in den Kongo mit. Er nahm zunächst in Goma Kontakt mit den Mitgliedern der KEA-Mission (Hydrobiologische Erkundung des Kiwu-, Edouard- und Albertsees) auf und betrieb dann Forschungen im Albert-Nationalpark.
Zurück in Belgien leitete er den Kurs für tropische Entomologie an der Provinzschule für Agronomie in Ath, bis ihn eine Erkrankung dazu zwang, seine Lehrtätigkeit einzustellen. Im Januar 1955 erhielt er nach einer erfolgreichen Bewerbung an der entomologischen Abteilung des Königlichen Instituts für Naturwissenschaften eine freie Stelle als wissenschaftlicher Assistent, wo er die Betreuung der bedeutenden Käfersammlungen des Instituts übernahm.
Er kontaktierte die meisten ausländischen Museen und ließ sich ganze Sammlungen zusenden, überprüfte alte Identifikationen und bestimmte neues Material. Jedes Jahr besuchte er das Muséum national d’histoire naturelle in Paris, um die umfangreiche Bohrkäfer-Sammlung von Pierre Lesne (1871–1949) zu studieren. Zwischen 1953 und 1962 erschien seine 31-teilige Artikelreihe Contribution à l’étude des Bostrychidae über die Bohrkäfersammlungen in verschiedenen europäischen Museen.